# 長崎の夜はむらさき
「長崎の夜はむらさき」（ながさきのよるはむらさき）は、1970年3月1日に発売された瀬川瑛子（当時・瀬川映子）の7枚目のシングル。長崎市の代表的なご当地ソングの一つとして知られる。

## 解説
- 作詞を手がけた「古木花江」は星野哲郎のペンネーム。
- 瀬川は1967年に「涙の影法師」でデビュー以来、累計売上約50万枚（または60万枚[2]）と初ヒット・シングルとなった。
- しかし、その後の瀬川はヒット曲が出ずに15年以上不遇の時代を過ごしたが、1986年発売の「命くれない」で翌1987年から1988年にかけて大ブレイクを果たすこととなる。

## 収録曲
- 両楽曲共に、作曲・編曲：新井利昌

1. 長崎の夜はむらさき（3分30秒）
作詞：古木花江
2. 思い直して（3分48秒）
作詞：真木たつみ

## カバー
- 黒沢明とロス・プリモス（1979年、シングル「長崎の夜はむらさき/おもいでの雲仙」収録。）
- 真咲よう子（1992年、アルバム「艶華一輪」収録。）
- 天童よしみ（1994年、アルバム「天童節 昭和演歌名曲選 第十三集」収録。）
- 香西かおり（1994年、アルバム「綴織百景 Vol.4 旅」収録。）